# European Influenza Surveillance Scheme
Das European Influenza Surveillance Scheme, abgekürzt EISS, ist ein Programm zur europaweiten  Influenza-Überwachung. Es wurde 1996 durch die EU gegründet. Ziel ist, die Anzahl der durch Grippeerkrankungen verursachten Todesfälle in Europa zu senken. Im Rahmen von EISS werden fortlaufend  Daten über Grippefälle aus etwa 35 europäischen Staaten gesammelt. Die Daten über Grippefälle werden von insgesamt 13.000 Ärzten sowie den insgesamt über 40 Referenzlaboratorien geliefert. Somit dient EISS auch als Frühwarnsystem für mögliche Grippe-Epidemien. Alle 27 Mitgliedsstaaten der EU sowie das Vereinigte Königreich, Norwegen, Serbien, die Schweiz, die Ukraine und die Türkei sind Mitglieder der EISS.
Auf der teilweise frei zugänglichen Homepage kann man unter anderem aktuelle Meldungen einsehen.